# Cognac-la-Forêt-Leukogranit
Der Cognac-la-Forêt-Leukogranit ist ein spätvariszischer Leukogranit des Limousins im nordwestlichen Massif Central.

## Geographie

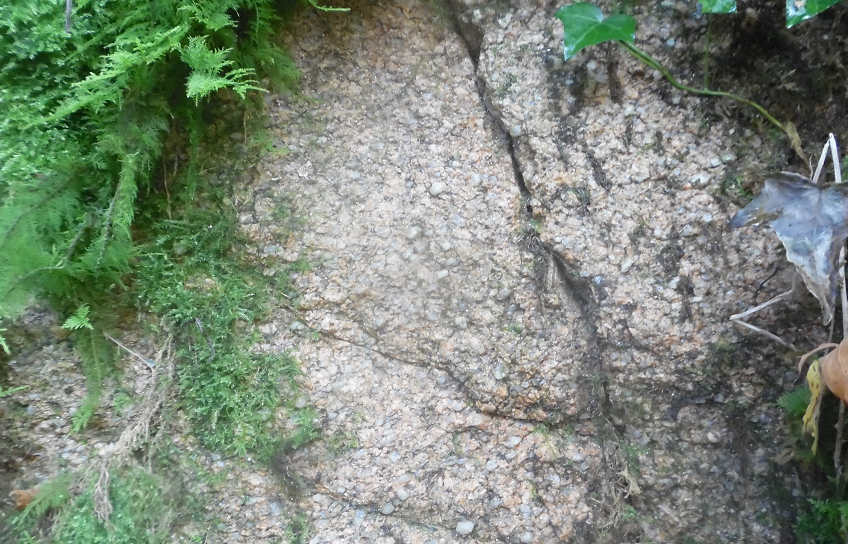
Aufschluss der porphyrischen Fazies am Marienheiligtum im Tal der Gorre bei Saint-Auvent

Die nahezu rechteckige Intrusion des Cognac-la-Forêt-Leukogranits erstreckt sich 13 Kilometer in Nordostrichtung, von La Nouzille (Gemeinde Saint-Auvent) im Südwesten bis nach Chauzat (Gemeinde Sainte-Marie-de-Vaux) im Nordosten. Ihre maximale Breite beträgt 4,5 Kilometer im Nordosten, die Intrusion verschmälert sich jedoch an ihrem Südwestende auf nur noch 2 Kilometer. Die Nordwestgrenze des Leukogranits wird von der Nordost-streichenden (N 045 bis N 050) Cordelle-Störung gebildet. An dieser maximal 500 Meter breiten kataklastischen Bruchzone ist der Nordwestteil des Grundgebirges deutlich abgesenkt worden. Auf ihrer Südostseite ist der Cognac-la-Forêt-Leukogranit aufgedrungen. Die Cordelle-Störung verläuft nicht geradlinig, sondern leicht gewellt.
Der Leukogranit wird von mehreren kleineren Flussläufen gequert, welche alle mehr oder weniger nach Nordwest in Richtung Vienne entwässern. Hierzu gehören die Gorre mit ihren kleinen Seitenarmen, der Ruisseau de la Cordelle, der Ruisseau de la Plagne, der Ruisseau des Râches und der Ruisseau de la Tour.
Der tiefste Punkt innerhalb der Intrusion liegt auf etwa 210 Meter Höhe im Tal der Gorre bei Le Planchat, die höchste Erhebung erreicht 416 Meter bei Maison Neuve südlich von Roussis im Osten. Der angetroffene maximale topographische Höhenunterschied im Leukogranit beträgt somit 200 Meter.

## Geologie

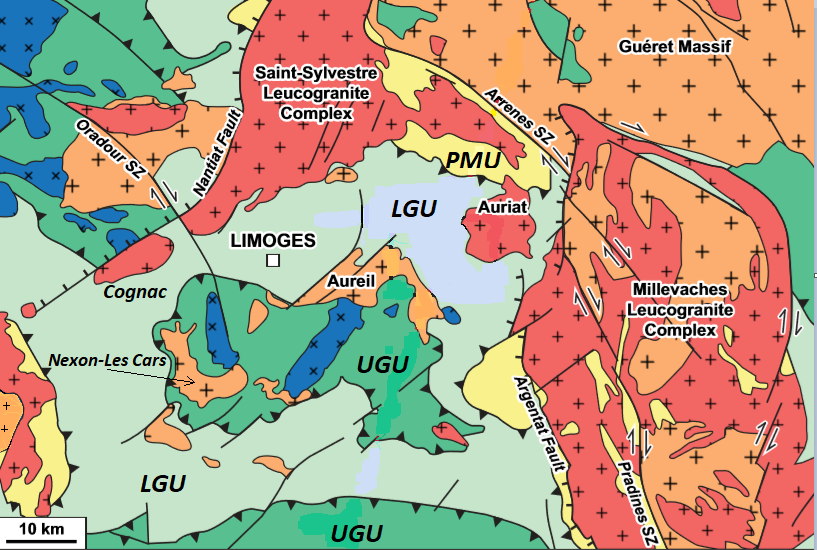
Geologische Karte des Limousins nach Lardeaux u. a. (2014). Der Cognac-la-Forêt-Leukogranit befindet sich mittig in der Nähe des linken Kartenrands.

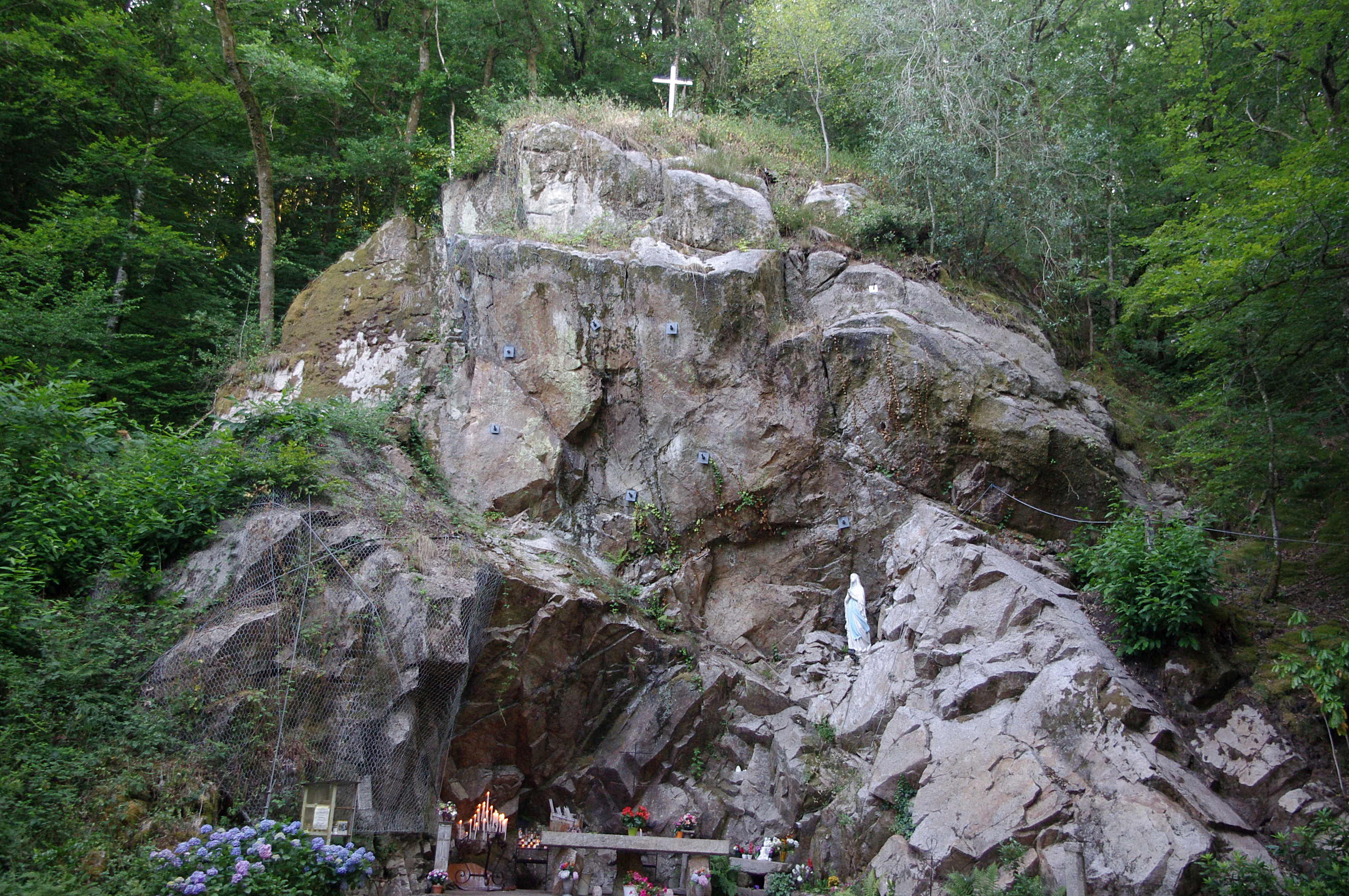
Das Marienheiligtum im Tal der Gorre bei Saint-Auvent wird aus der Porphyrfazies aufgebaut

Die Intrusion des Cognac-la-Forêt-Leukogranits erfolgte in die hochmetamorphen Gneise der Unteren und Oberen Gneisdecke des Limousins, welche der amphibolitfaziellen Sillimanit-Zone angehören. Die Obere Gneisdecke wird nur im Norden der Cordelle-Störung berührt – zwischen dem rechtsseitig in die Gorre mündenden Ruisseau de Trinsolas und der Nordspitze bei Le Vignaud. Die Obere Gneisdecke besteht hier aus plagioklasreichen Paragneisen der Formation ζ2, in die zwischen La Cordelle und Jussac ein 3,5 Kilometer breites Band an Quarzdiorit (η) eingeschlossen ist. Die Paragneise streichen generell Südost mit variablem Einfallen von 20 bis 50 Grad nach Nordosten. Nur am Nordzwickel dreht das Streichen unter östlichem Einfallen auch auf Nordrichtung.
Die vorherrschende, die gesamte Nordost-, Südost- und Südwestseite einnehmende Untere Gneisdecke wird von Leptynitgneisen (fζ3 und ζ4), Paragneisen (ζ1-2) und amphibol- und/oder biotitführenden Paragneisen (ζ5-6) repräsentiert, welche auch migmatitisch vorliegen können. Das Streichen und Einfallen der Gneise ist sehr variabel. An der Nordoststirn des Leukogranits herrschen östliche Streichrichtungen mit generellem Einfallen nach Süden. Den Südostrand der Intrusion begleiten von Nord auf Nordost-drehende Streichrichtungen mit Einfallen nach Ost und Südost. Die Metatexite der Unteren Gneisdecke nördlich von Saint-Auvent zeigen südsüdöstliche bis südöstliche Steichrichtungen mit ostnordöstlichem bis nordöstlichem Einfallen.

### Gangintrusionen
Der Cognac-la-Forêt-Leukogranit wird von zwei sehr unterschiedlichen Ganggesteinsintrusionen durchsetzt – einerseits von Mikroleukograniten (pμγ1) und andererseits von einer Lamprophyrgeneration (ν). Ein Südost-streichender Mikroleukogranitgang durchschlägt von Le Brunie bis Chez Moutaud den gesamten Leukogranit, wird aber von der Cordelle-Störung jäh abgeschnitten. Dieser Gang setzt sich aber auf der Südostseite weiter in die Paragneise der Unteren Gneisdecke fort. Er gabelt sich südlich von Le Petit Vedeix in einen Südsüdost-streichenden rechten Seitenast, der ebenfalls von der Cordelle-Störung unterdrückt wird. Die wesentlich kürzeren Lamprophyrgänge werden maximal einen Kilometer lang und zeigen sehr unterschiedliche Streichrichtungen – Nord, Nordnordost, Nordost, Ostsüdost und Südost. Sie befinden sich mit einer einzigen Ausnahme bei La Gorretie alle in der porphyrischen Fazies.

### Oberflächenbedeckung
Der Höhenrücken bei Les Chouettes wird von Alteriten (Alloteriten) wahrscheinlich tertiären Alters verhüllt. Generell werden die Hanglagen der topographischen Rücken von bis zu 2 Meter mächtigem, quartärem Kolluvium bedeckt, welches sich oft in wieder aufgearbeiteter Form an den Rändern der Tallagen ansammelt. In den Tälern selbst liegt jedoch meist pleistozänes bis holozänes Alluvium. Die subrezente bis rezente Bodenbedeckung auf den Alteriten schwankt zwischen 20 und 50 Zentimeter. An den Talseiten haben sich graue, hydromorphe Böden entwickelt – darunter Gleye und Pseudogleye, die von Schilf bestanden werden.

## Petrologie

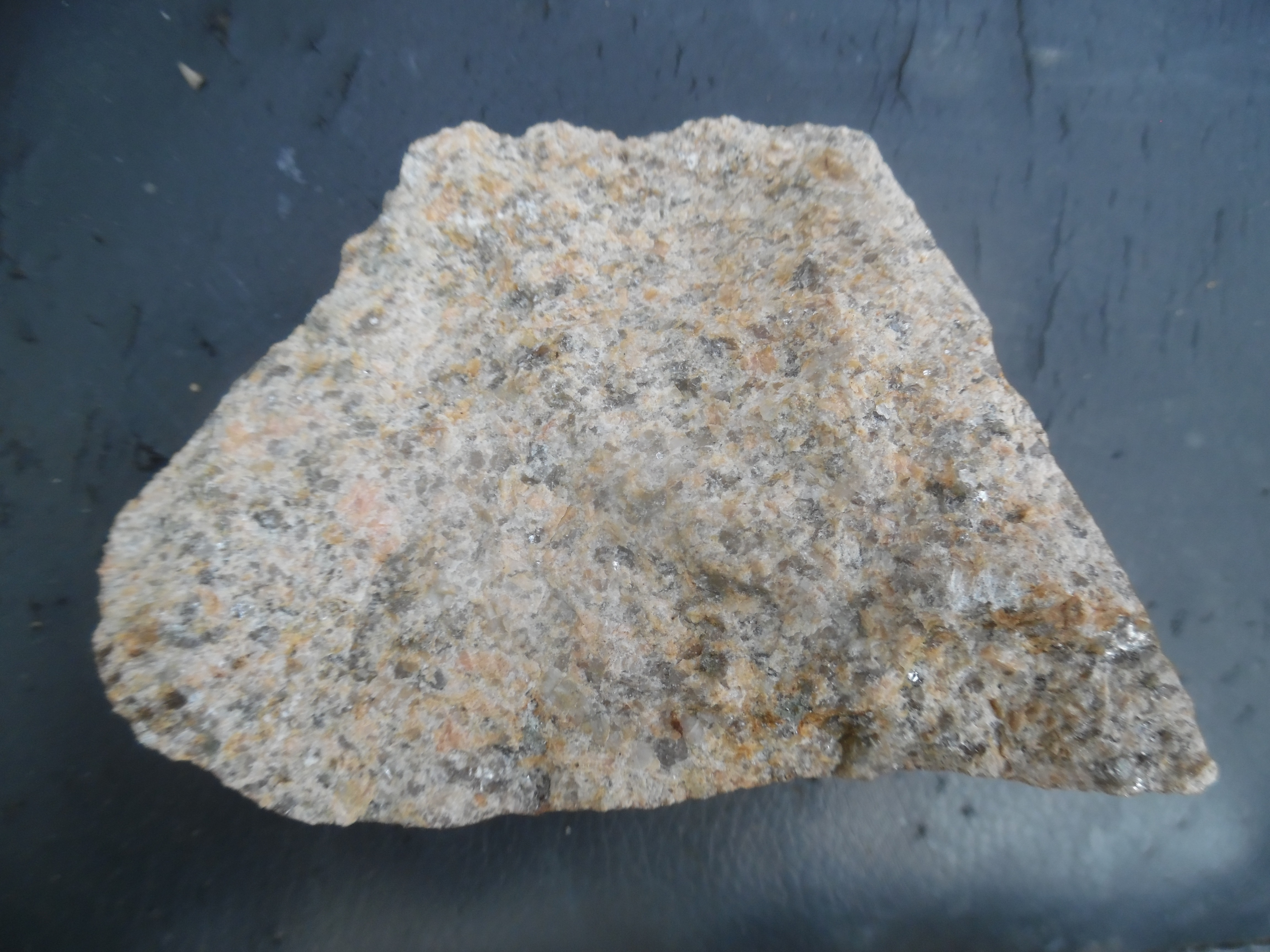
Handstück der feinkörnigen Fazies von der Gorre bei Saint-Auvent

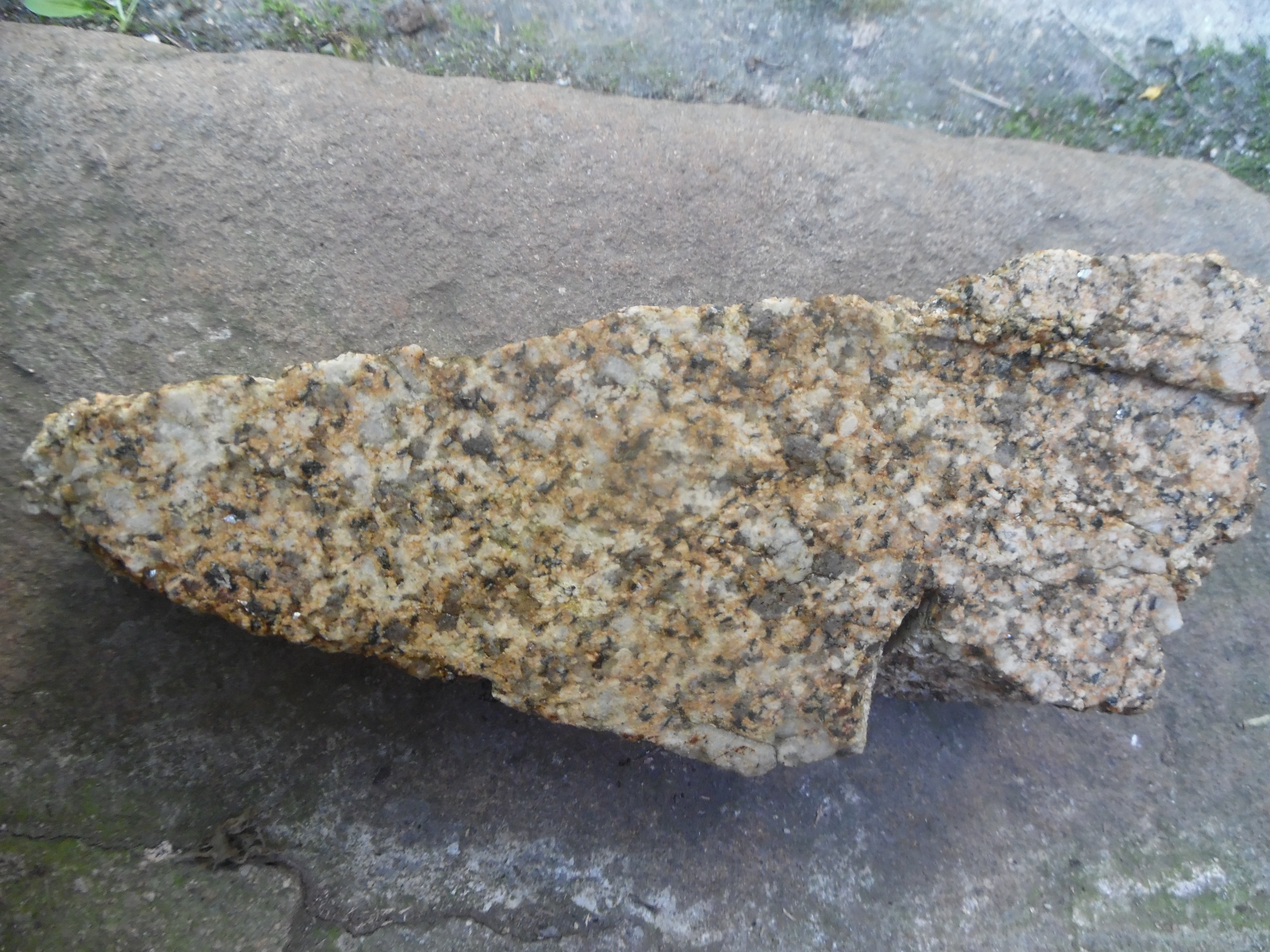
Angenässtes und gesägtes Handstück der porphyrischen Fazies

### Fazies
Im Leukogranit lassen sich zwei Hauptfazies unterscheiden – eine fein- bis mittelkörnige Fazies fγ1 und eine porphyrische Fazies pγ1. In der porphyrischen Fazies wird sodann noch eine subleukokrate Subfazies pγ2 abgetrennt. Ihre Farbzahl ist höher, da in ihr der Biotit modal an Bedeutung gewinnt und auch der porphyrische Charakter deutlicher zum Vorschein kommt.
Flächenmäßig überwiegt eindeutig die Porphyrfazies, die den gesamten Nordosten und einen Großteil der Südostseite einnimmt. Die subleukokrate Subfazies bildet die Nordoststirn und manifestiert eine Südost-streichende Gefügeeinregelung. Die fein- bis mittelkörnige Fazies erscheint am Südwestende der Intrusion sowie im zentralen Nordwestabschnitt. Sie ist petrologisch praktisch identisch mit der Hauptfazies des Chéronnac-Leukogranits und zeigt außerdem Ähnlichkeiten zum Châteauponsac-Leukogranit. Sie tritt als mehrere hektometrische Einschlüsse in der porphyrischen Fazies auf, so beispielsweise bei La Gorretie, bei Saint-Cyr, nördlich von La Tronchaise, westlich von Beausoleil und bei La Pouge. Umgekehrt erscheinen Einschlüsse der porphyrischen Fazies innerhalb der fein- bis mittelkörnigen Fazies, zu beobachten bei Verlhac, westlich von Montgoutier und südlich von Le Peyrat. Die fein- bis mittelkörnige Fazies enthält ferner Fremdgesteinseinschlüsse von amphibolreichen Paragneisen am Südwestende der Intrusion, so bei Senas und westlich von La Poche Besse.

### Mineralogie
In den drei Fazies des Leukogranits finden sich folgende Minerale:
- Quarz
- Alkalifeldspat
- Plagioklas
- Muskovit
- Biotit

Akzessorisch treten hinzu:
- Apatit
- Granat
- Ilmenit
- Rutil
- Zirkon

Eine Besonderheit ist das Vorkommen von Myrmekit in den beiden porphyrischen Fazies. Der Myrmekit hat sich in den Randzonen der Plagioklase in Kontaktnähe des Alkalifeldspats gebildet.
Der Quarz ist vorwiegend als polykristalline, kugelförmige Aggregate ausgebildet, welche seltene Einschlüsse von Plagioklas und/oder Biotit enthalten. Selten erscheint er auch als kleine abgerundete Kristalle innerhalb der Feldspäte. Der Plagioklas – ein Oligoklas – liegt hypidiomorph bis idiomorph vor und ist manchmal zoniert (An10-23). Er ist gelegentlich unterschiedlich stark serizitisiert und zeigt farblose Mikrophyllite. Der Alkalifeldspat kann perthitisiert sein und tritt xenomorph bis hypidiomorph auf. Manchmal umhüllt er kleine Plagioklase oder Biotite. Seine Serizitisierung ist nur mäßig. Er besteht zu 85 bis 88 Prozent aus Orthoklas und zu 12 bis 15 Prozent aus Albit. Die Muskovitlamellen sind von unterschiedlicher Größe und treten vereinzelt oder in Clustern auf. Oft zeigen sie Knickung. Der Biotit ist in den beiden Hauptfazies weniger häufig als der Muskovit. Er erscheint im frischen Zustand rotbraun. Er manifestiert Umwandlungserscheinungen nach Chlorit oder nach sekundärem Hellglimmer. Sein Chemismus ist etwas arm an Magnesium (6,3 bis 6,6 Prozent MgO), jedoch sehr reich an Aluminium (18,1 bis 18,5 Prozent Al2O3). Die Akzessorien erscheinen vorwiegend im Biotit. Der Granat ist abgerundet und in Quarz-Mikrokristallen eingeschlossen. Der Apatit enthält 4,0 bis 4,5 Gewichtsprozent Fluor (Fluor-Apatit), das auch im Biotit (1,0 bis 1,1 Gewichtsprozent) und im Muskovit (0,3 bis 0,5 Gewichtsprozent) erscheint.
Die Porphyrfazies wird vor allem durch 1 bis 3 Zentimeter große Alkalifeldspatleisten charakterisiert, welche zahlreiche Einschlüsse von Plagioklas,  Quarz und Glimmern enthalten. Die Leisten setzen sich deutlich von der weißen bis grauen Grundmasse ab, deren Korngrößen sich im Millimeterbereich bewegen und nur selten bis zu 1 Zentimeter heranwachsen. Der Alkalifeldspat kann auch als kleine xenomorphe Körner ausgebildet sein, welche die Zwickel zwischen Plagioklas und  Quarz ausfüllen. Auch Karlsbader Zwillinge werden im Alkalifeldspat beobachtet. Die durchschnittlich größeren Quarzkörner der Porphyfazies sind stärker abgerundet und erreichen oft 1 Zentimeter im Durchmesser. Der Gehalt an Fluor kann mit 1,6 Gewichtsprozent recht hoch werden.
In der subleukokraten Subfazies wächst die Größe der Alkalifeldspatleisten sogar bis auf 4 Zentimeter an. Die Alkalifeldspatleisten sind zoniert, wobei die Orthoklaskomponente zum Rand hin zunimmt und die Albitkomponente abnimmt. Der immer zonierte Oligoklas ist etwas reicher an Anorthit und auch die Myrmekitbildung ist bedeutender. Der bräunlich-grüne Biotit ist mit 7 bis 10 Volumenprozent wesentlich häufiger und enthält wesentlich mehr Einschlüsse an Apatit und Zirkon. Im Vergleich mit dem rotbraunen Biotit der anderen beiden Fazies ist der bräunlich-grüne Biotit mit 16,9 bis 17,5 Gewichtsprozent wesentlich ärmer an Aluminium, dafür jedoch mit 7,5 bis 7,8 Gewichtsprozent reicher an Magnesium. Ilmenit ist in der subleukokraten Subfazies ein wichtiges Akzessorium.

### Chemische Zusammensetzung
Die chemische Zusammensetzung der einzelnen petrologischen Fazies des Cognac-la-Forêt-Leukogranits sei anhand der folgenden Analysendurchschnittswerte veranschaulicht – zum Vergleich der benachbarte Chéronnac-Leukogranit und der Saint-Mathieu-Leukogranit:
| Oxid Gewichtsprozent | Feinkörnige Fazies | Porphyrische Fazies | Subleukokratische Porphyrfazies | Chéronnac Leukogranit | Saint-Mathieu Leukogranit |
| -------------------- | ------------------ | ------------------- | ------------------------------- | --------------------- | ------------------------- |
| SiO2                 | 72,35              | 71,60               | 70,45                           | 69,60                 | 72,82                     |
| TiO2                 | 0,14               | 0,28                | 0,40                            | 0,69                  | 0,35                      |
| Al2O3                | 14,93              | 14,95               | 14,81                           | 16,02                 | 15,44                     |
| Fe2O3                | 1,40               | 2,03                | 2,59                            | 2,97                  | 1,69                      |
| MnO                  | 0,03               | 0,03                | 0,05                            | 0,04                  | 0,04                      |
| MgO                  | 0,28               | 0,57                | 0,74                            | 0,69                  | 0,68                      |
| CaO                  | 0,60               | 0,95                | 1,23                            | 1,43                  | 1,05                      |
| Na2O                 | 3,07               | 3,12                | 3,02                            | 3,14                  | 3,50                      |
| K2O                  | 5,41               | 5,38                | 5,49                            | 5,04                  | 4,41                      |
| H2O                  | 1,33               | 1,19                | 1,33                            | 1,14                  |                           |
| A/Na+K               | 1,37               | 1,37                | 1,36                            | 1,51                  | 1,47                      |
| A/Na+K+Ca            | 1,25               | 1,18                | 1,13                            | 1,21                  | 1,24                      |

Der Cognac-la-Forêt-Leukogranit ist ein leukokrater bis subleukokrater, peraluminöser, generell Kalium-betonter Zweiglimmer-Leukogranit, der eindeutig dem S-Typus angehört (A/Na+K+Ca > 1,1).

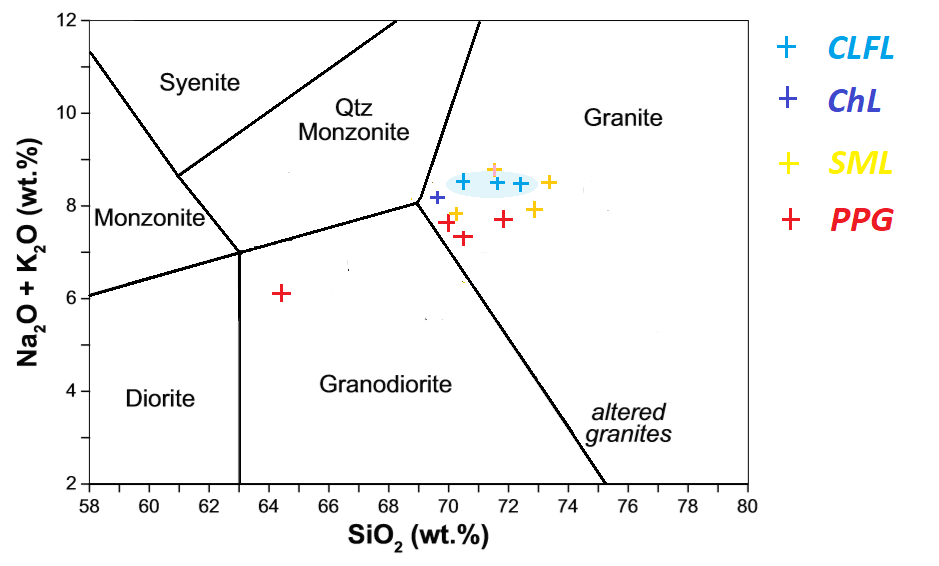
TAS-Diagramm der Cognac-la-Forêt-Leukogranite (Hellblau) im Vergleich zu Granitoiden der Nachbarschaft.

Ausgehend von der fein- bis mittelkörnigen Fazies über die porphyrische Fazies bis hin zur subleukokraten Porphyrfazies lässt sich ein eindeutiger geochemischer Trend beobachten. Bei Abreicherung von SiO2 erfolgt eine gleichzeitige Anreicherung von TiO2, Fe2O3, MnO, MgO und CaO. Dies kann vor allem durch die modale Anreicherung von Biotit in der subleukokraten Fazies erklärt werden. Der Chéronnac-Leukogranit ähnelt in etwa der subleukokraten Porphyrfazies, zeichnet sich aber dennoch durch einen sehr hohen Gehalt an Al2O3, Fe2O3 und CaO aus. Der Saint-Mathieu-Leukogranit ist mehr Natrium-betont und vergleichsweise relativ arm an K2O.
Bei Anwendung des Diagramms K-(Na+Ca) gegenüber Fe+Mg+Ti nach de la Roche (1964) kann eine weitere Verfeinerung der petrologischen Fazies erkannt werden. So spaltet sich die feinkörnige Fazies in eine Natrium-betonte und in eine Kalium-betonte Subfazies auf. Eine vergleichbare Differenzierung ist auch in der porphyrischen Fazies zu beobachten, wobei die beiden  in Na und K differenzierten Porphyrfazies eine Mittlerstellung zwischen den Hauptfazies einnehmen. Generell deutet die Natrium-Ausrichtung auf einen stärkeren Plagioklasanteil, wohingegen die Kalium-Ausrichtung auf ein Anwachsen der Orthoklaskomponente und des Muskovits verweist.

## Tektonik
Neben der überaus bedeutenden kataklastischen Cordelle-Störung wurde der Cognac-la-Forêt-Leukogranit auch bruchtektonisch beansprucht. Mehrere größere, meist steil stehende Verwerfungen durchziehen den Leukogranitkörper. Die Brüche können wie bei Saint-Auvent den gesamten Leukogranit durchqueren, bleiben aber gewöhnlich im Kilometer-Bereich. Ihre Streichrichtungen sind variabel – Nord, Nordnordost, Nordost, Südost und Südsüdost. Die Südsüdost-streichende Verwerfung bei Les Monts hat sogar die Cordelle-Störung rechtsseitig versetzt und ist daher jüngeren Datums als die kataklastische Bruchzone. Einige der Verwerfungen reichen auch in die Nachbargesteine der Intrusion hinein und sind folglich jünger als der Leukogranit. Die Bruchtektonik ist somit eindeutig nach der Intrusion und den kataklastischen Bewegungen an der Cordelle-Störung erfolgt.

## Mineralische Rohstoffe
Was die mineralischen Rohstoffe anbelangt, so haben bisher nur zwei Fundstätten etwas Aufmerksamkeit an sich gezogen. Erwähnenswert hierbei vor allem die mit der Nummer 4-4002 registrierte, Nord-streichende Verwerfung/Gang bei Les Monts, an der von der Cogema anhand von gemessener Radioaktivität (1000 Ausschläge pro Sekunde) sowie anderer Indizien Uran in der feinkörnigen Fazies nachgewiesen werden konnte. Das Vorkommen wurde aber als nicht abbauwürdig betrachtet. Südlich von Cognac-la-Forêt in Richtung Roussis zieht in der Porphyrfazies ein an Kaolinit-reicher Pegmatitgang durch, registriert unter der Nummer 4-4003. Quarz wurde einst entlang der Cordelle-Störung gewonnen, an welcher ein knapp 1 Kilometer langer Quarzgang nordöstlich von La Cordelle erscheint. Dieser Ostnordost-streichende Quarzgang tritt hier an die Stelle der vorübergehend aussetzenden kataklastischen Störung.

## Ökologie
Der Cognac-la-Forêt-Leukogranit bildet Teil des Regionalen Naturparks Périgord-Limousin.

## Frühgeschichte

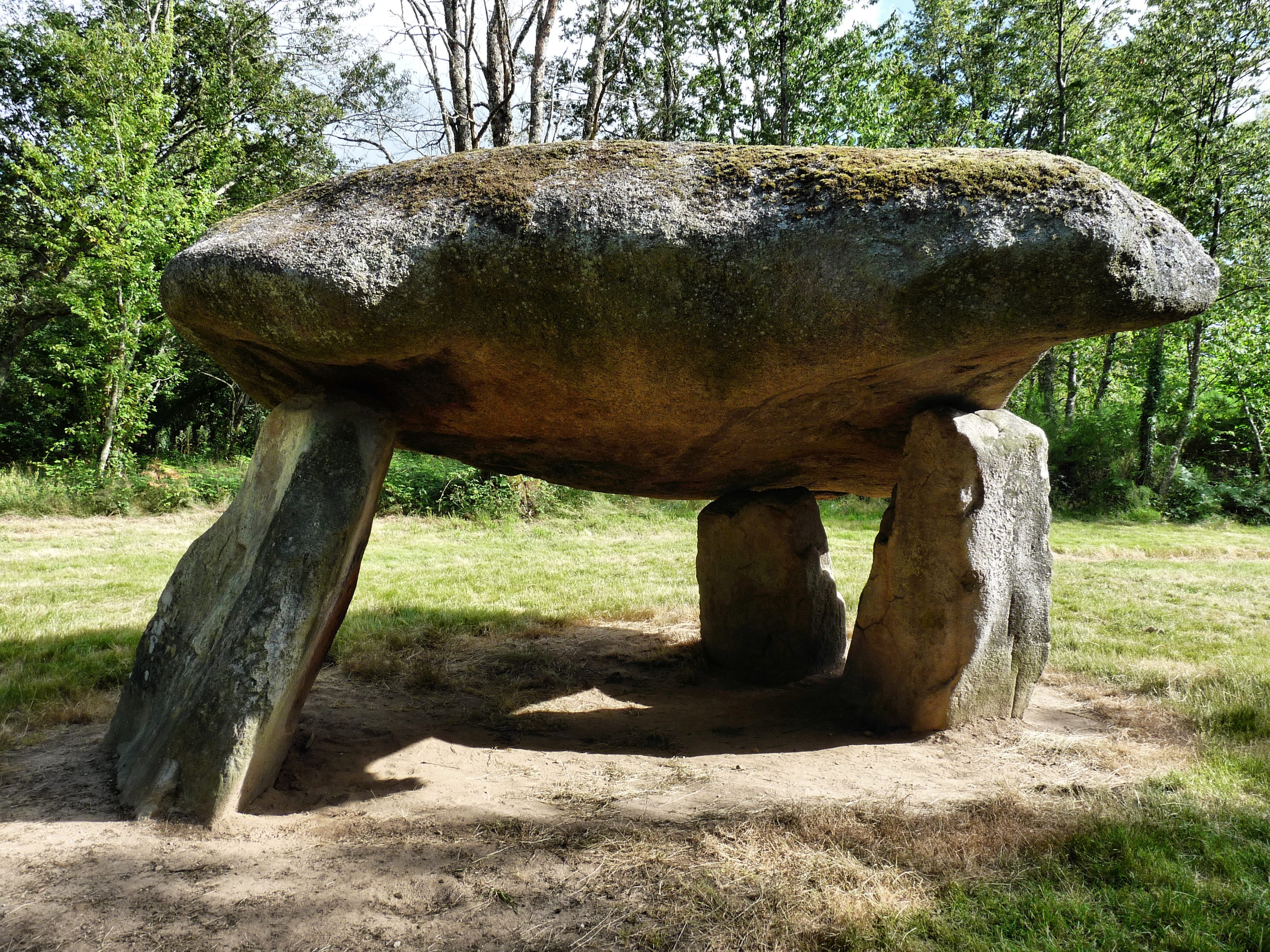
Das Dolmen von Chez Moutaud

Die Megalithkultur hat in der feinkörnigen Faxies bei Chez Moutaud (Gemeinde Saint-Auvent) ein Dolmen (Dolmen von Chez Moutaud) und einen kleinen Menhir (frz. menhir indicateur) hinterlassen. In der Nähe dieser Freilandstation fanden sich ein Steindolch, Pfeilspitzen, Silexschaber und Keramikreste, die teils verziert waren. Diese Artefakten können der Artenac-Kultur und in etwa dem Zeitraum 3500 v. Chr. zugeordnet werden. Aus der ersten Eisenzeit (800 bis 460 v. Chr. – 1er âge du Fer: Hallstattzeit) stammt ein Tumulus bei Lascaux (Gemeinde Saint-Cyr), in dem geometrisch verzierte, Graphit-bemalte Bestattungsurnen zum Vorschein kamen. Die Aschen der im Tumulus vorgefundenen Brandbestattungen waren zusammen mit Eisenfibeln und Messern in Vasen beigesetzt worden.

## Alter
Der Cognac-la-Forêt-Leukogranit ist von J. L. Duthou (1977) mit 308 ± 11 Millionen Jahren datiert worden. Dies entspricht dem Pennsylvanium, genauer dem Moskovium (Mittleres Oberkarbon). Er gehört eindeutig zur Generation des spätvariszischen Leukogranite im Limousin, wie beispielsweise der Saint-Mathieu-Leukogranit (datiert mit 315 ± 17 Millionen Jahren) oder der Saint-Sylvestre-Leukogranit (datiert mit 324 ± 4 Millionen Jahren).

## Schlussfolgerung
Der Cognac-la-Forêt-Leukogranit hat sehr wahrscheinlich eine mehrphasige Entwicklung durchlaufen, in etwa vergleichbar mit dem Uran-haltigen Saint-Sylvestre-Leukogranit. Diese Entwicklung erfolgte ausgehend von der subleukokraten Porphyrfazies hin zur Porphyrfazies und schließlich zur fein- bis mittelkörnigen Fazies – entsprechend einer sukzessiven Abreicherung an Biotit und Ilmenit. Die petrographischen Unterschiede zwischen der Porphyrfazies und der fein- bis mittelkörnigen Fazies lassen auf zwei voneinander getrennte Magmenpulse schließen.